# Latinske poslovice
| Wikipedija na hrvatskom jeziku | Preusmjeravanje izvan projekta Ova stranica se može pronaći na q:Latinske izreke. |